# Ruffigné
Ruffigné (bretonisch: Ruzinieg; Gallo: Rufinyaé) ist eine französische Gemeinde mit 705 Einwohnern (Stand: 1. Januar 2022) im Département Loire-Atlantique in der Region Pays de la Loire; sie ist Teil des Arrondissements Châteaubriant-Ancenis und des Kantons Châteaubriant. Die Einwohner werden Ruffignolais(es) genannt.

## Geografie
Ruffigné liegt etwa 46 Kilometer südsüdöstlich von Rennes und etwa 58 Kilometer nordnordöstlich von Nantes. Umgeben wird Ruffigné von den Nachbargemeinden Teillay im Norden, Rougé im Norden und Osten, Saint-Aubin-des-Châteaux im Süden und Südosten, Sion-les-Mines im Süden und Südwesten, Saint-Sulpice-des-Landes im Westen sowie Ercé-en-Lamée im Nordwesten.

## Bevölkerungsentwicklung
| Jahr                       | 1962 | 1968 | 1975 | 1982 | 1990 | 1999 | 2006 | 2017 |
| Einwohner                  | 806  | 723  | 684  | 671  | 624  | 602  | 681  | 703  |
| Quellen: Cassini und INSEE |      |      |      |      |      |      |      |      |

## Sehenswürdigkeiten

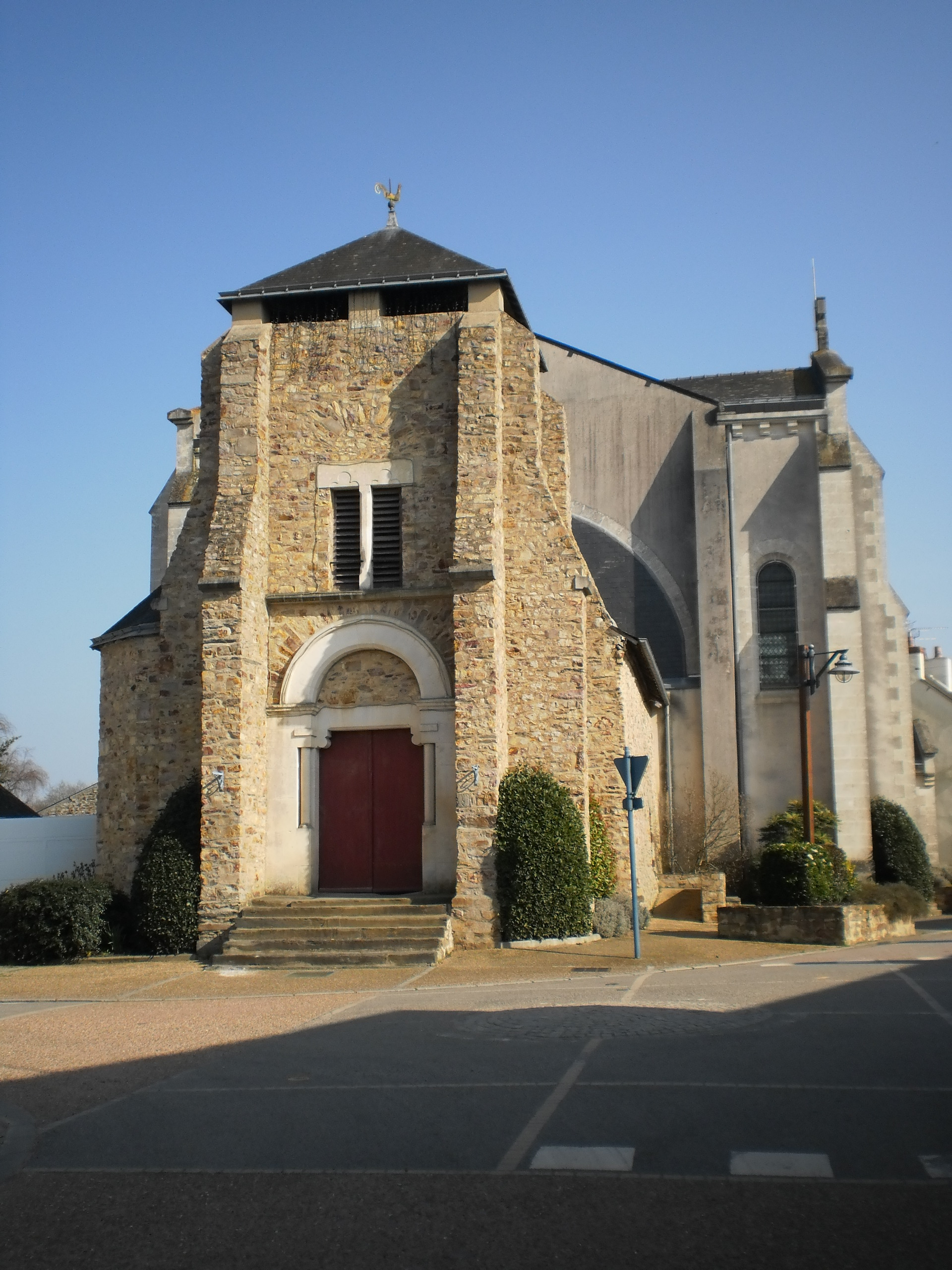
Kirche Saint-Pierre

- Kirche Saint-Pierre